# Save a child's heart
Save a Child's Heart (SACH) és una organització no governamental israeliana que té com a objectiu tractar problemes cardíacs en pacients joves (nounats i adolescents) de països en vies de desenvolupament. L'associació té la seu en el Centre Mèdic Wolfson a Holon, un suburbi del sud de Tel-Aviv. Des de la seva creació en 1996, SACH ha tractat a més de 1.900 nens. Els nens que participen en el programa provenen d'arreu del món, incloent Xina, Congo, Equador, Eritrea, Etiòpia, Ghana, l'Iraq, Jordània, Moldàvia, Nigèria, els Territoris Palestins, Rússia, Sri Lanka, Ucraïna, Vietnam i l'illa de Zanzíbar. En l'actualitat, les instal·lacions de SACH a Israel acullen a 11 iraquians, 6 palestins, 5 etíops, 6 zanzibarites, 2 haitians, 1 senegalès i 1 ugandès. Uganda i Haití són els països número 30 i 31 amb els quals SACH ha signat acords de cooperació.

## Programes
Save a Child's Heart ofereix diversos programes: Un programa d'acolliment de personal estranger a Israel: es tracta d'un programa de formació per al personal mèdic estranger que permet posteriorment als metges locals tractar als nens al seu país. A aquest efecte, SACH convida a metges i infermeres al seu centre mèdic per rebre capacitació postdoctoral que cobreixi tots els aspectes de la cardiologia pediàtrica. Un programa de formació a l'estranger, impartit pels metges de l'associació que es desplacen a l'estranger per ensenyar cirurgia pediàtrica. Un programa d'operació a Israel, per a la majoria dels nens del programa SACH. Un programa d'operacions a l'estranger, dut a terme per personal israelià que viatja a l'estranger, en cooperació amb el personal local. No obstant això, fins que s'aconsegueixi aquest objectiu, els nens amb problemes cardíacs congènits són enviats a Israel per rebre cirurgia cardíaca i altres tipus d'atenció.

## Director
Des de la mort del seu president fundador, el Dr. Amir Cohen, Sion Houri ha esdevingut el director mèdic de Save a Child's Heart. També és el director de la unitat de cures intensives pediàtrica del Centre Mèdic Wolfson i professor de pediatria a la Universitat de Medicina Sackler de Tel-Aviv. Ha treballat en el departament de vigilància intensiva pediàtrica del Hospital Memorial Miller a Califòrnia i ha ensenyat a la Universitat de Califòrnia. Es va graduar en la Universitat de Medicina Hadassah i en la Universitat Hebrea de Jerusalem.